# Spajanje nehomogenih krajeva
Spajanje nehomogenih krajeva (NHEJ) je biohemijski put kojim se popravljaju dvolančani prekidi DNK. Ovi krajevi DNK su nehomogeni zato što se oni spajaju direktno bez korišćenja homolognog templeta. To je u kontrastu sa homolognom rekombinacijom za koju je neophodna homologna sekvenca kao vodič popravke. Termin spajanje nehomolognih krajeva su formirali Mur i Haber 1996.
Ova vrsta popravke može da bude neprecizna i da dovede do gubitka nukleotida, iako do nje često dolazi kad prepusti krajeva nisu kompatibilni. Neprikladni spojevi modu da proizvedu translokacije i fuzije telomera, koji su obeležja tumorskih ćelija.